# اگنی، کارناتاکا
اگنی، کارناتاکا (به انگلیسی: Agni, Karnataka) یک منطقهٔ مسکونی در هند است که در کارناتاکا واقع شده‌است.

## خصوصیات
اگنی ۲٬۲۳۳ نفر جمعیت دارد.